# Frederiksbloem
De frederiksbloem of koningsbloem (Asclepias curassavica) is een plant uit de maagdenpalmfamilie (Apocynaceae).
Het is een tot 1,2 m hoge struik met weinig verhoutte en spaarzaam vertakte twijgen. De plant bevat giftig melksap in alle vegetatieve delen. In Suriname wordt de koningsbloem als een hinderlijk onkruid in de veeteelt beschouwd. De tegenoverstaande, kortgesteelde bladeren zijn 8-15 × 1-2 cm groot, aan beide eindes toegespitst, aan de bovenkant donkergroen en aan de onderkant vaak blauwgroen.
De tot 1 cm brede bloemen groeien met vijf tot tien stuks in eindstandige schermen. De kroonbladeren zijn lichtrood en meestal teruggeslagen. Boven de kroonbladeren bevindt zich een gele of oranje bijkroon, die is opgebouwd uit een korte zuil en vijf zakvormige segmenten met een inwaarts gekromde tand. Deze segmenten zijn de uitgroeiingen van de vijf meeldraden. De meeldraden zijn vergroeid met de stempel van het uit twee vruchtbladen bestaande vruchtbeginsel. De bloemen worden door veel vlindersoorten bezocht. Als ze hun roltong in de bijkroon steken, komen ze vast te zitten tussen klemlichaampjes. Bij het losrukken nemen ze stuifmeel mee. De vruchten zijn smal sigaarvormig, tot 15 cm lang, altijd gepaard en wijduitstaand. De zaden worden omgeven door zaadpluis, dat echter te glad en te broos is om er weefsels van te maken.

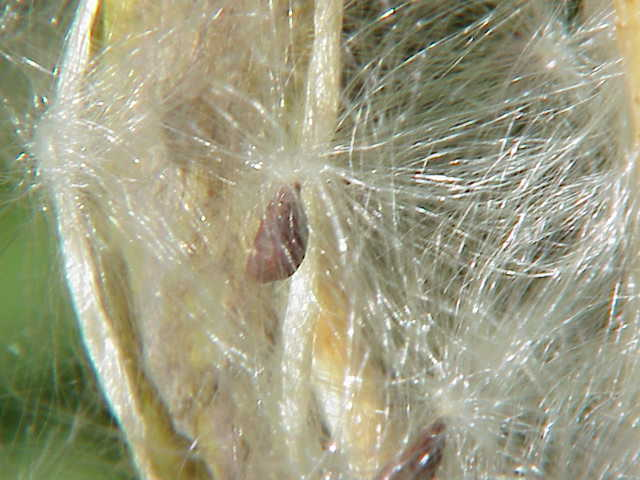
Zaad met zaadpluis

De frederiksbloem is afkomstig uit tropisch Amerika. Op veel plekken in de tropen is de plant verwilderd en wordt de soort beschouwd als onkruid. Hij vormt een invasieve soort op veel plaatsen. Voor de meeste dieren is de plant te giftig om te eten, maar hij vormt de waardplant voor de rupsen van de kleine monarchvlinder (Danaus chrysippus), die van het eten van het blad zelf giftig worden.

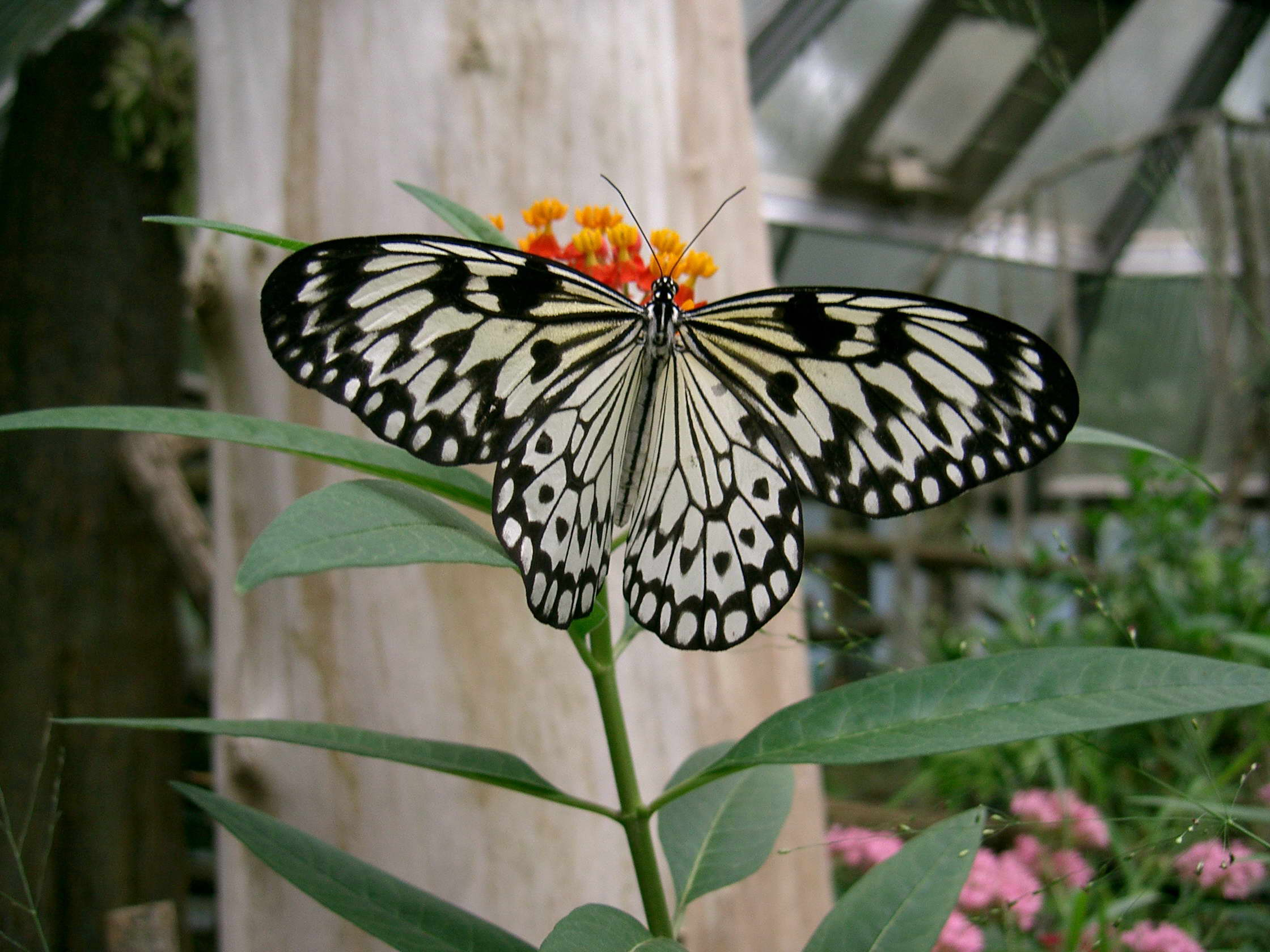
Idea leuconoe op frederiksbloem